# 스오 유키코
스오 유키코(일본어: 周防ゆきこ, 1988년 12월 3일 ~ )는 일본의 아이돌 가수, 스트리퍼, 성인 비디오 여배우다.
2009년에 SOD create에서 주최한, 우승자에게 천만 엔의 계약금이 주어지는 제 1회 SODstar 신데렐라 오디션에서 총 투표수 21,230표 중 과반이 넘는 12,880표를 득표해 그랑프리에 입상했다. 그해 11월 《제 1회 신데렐라 오디션 그랑프리 스오 유키코 Debut》으로 성인 비디오 업계에 데뷔했다.
성인 여배우로서 전속 계약을 맺으며 활동했는데, 활동 중에 빈번하게 계약을 옮겼으며, SOD create, MOODYZ, 어태커즈와 각 2회씩 계약해 활동한 이력이 있다.
2012년 8월 15일 결성된, 스오 유키코, 오카자키 에미리, 오하시 미쿠, 키리타니 유리아, 키타가와 히토미, 토모다 아야카로 구성된 6인조 걸그룹 PINKEY의 결성 멤버로서도 활동했다. 이 그룹은 2012년 8월 첫 싱글 앨범 〈LOVE BEAT〉를 발표했고, 그녀는 세 번째 싱글 앨범까지 총 세 장의 싱글에 참여했으며 이후 탈퇴했다. 2013년 2월부터는 오사카의 동양 쇼 극장에서 스트리퍼로도 데뷔했다.
2015년 4월 이후 더 이상 AV 작품을 찍지 않았는데, 본인의 말에 따르면 소속사와 문제가 있었던 것으로 보인다. 그녀는 소속사에 일을 납품해도 계약상의 내용조차 지키지 않고, 논의도 불응하는 태도를 취했다고 하며, 일이 와도 할 수 없는 상태였다고 주장했다. 다만 스트립쇼에 관한 일은 동양 쇼 극장과 변호사의 도움으로 지속할 수 있었다고 전했다.
2016년 1월 자신의 블로그를 통해, 2월 공연을 마지막으로 스트리퍼로서도 은퇴하며 성적인 직업으로부터 완전히 은퇴함을 알렸다.